# Секарево
Секарево — Деревня в Дорогобужском районе Смоленской области России. Входит в состав Алексинского сельского поселения.
Население — 4 жителя (2007 год).
Расположена в центральной части области в 18 км к юго-востоку от Дорогобужа, в 18 км восточнее автодороги Р137 Сафоново — Рославль. В 31 км южнее от деревни находится железнодорожная станция Коробец на линии Смоленск-Сухиничи.

## История
В годы Великой Отечественной войны деревня была оккупирована гитлеровскими войсками в октябре 1941 года, освобождена в сентябре 1943 года.